# Rajd Dolnośląski 1972
16. Rajd Dolnośląski – 16. edycja Rajdu Dolnośląskiego. Był to rajd samochodowy rozgrywany od 20 do 21 maja 1972 roku. Była to druga runda Rajdowych Samochodowych Mistrzostw Polski w roku 1972. Rajd składał się z 12 prób sportowych, 10 odcinków specjalnych i dwóch prób szybkości górskiej o łącznej długości 130 km. Został rozegrany na nawierzchni asfaltowej. Zwycięzcą rajdu został Sobiesław Zasada.

## Wyniki końcowe rajdu[1][2]
| Miejsce | Kierowca             | Pilot                 | Samochód              | Pkt    | Grupa Klasa |
| ------- | -------------------- | --------------------- | --------------------- | ------ | ----------- |
| 1       | Sobiesław Zasada     | Ewa Zasada            | Porsche 911 S         | 5045,4 | III-IV/1-13 |
| 2       | Adam Smorawiński     | Andrzej Zembrzuski    | BMW 2002 Alpina       | 5386,2 | II/9-1      |
| 3       | Marian Bień          | Zbigniew Kołaczkowski | Porsche 911 T         |        | III-IV/1-13 |
| 4       | Krzysztof Komornicki | Błażej Krupa          | Polski Fiat 125p 1500 | 5620,4 | II/8        |
| 5       | Jerzy Landsberg      | Marian Wangrat        | Polski Fiat 125p 1500 |        | II/8        |
| 6       | Marek Varisella      | Antoni Ryniak         | Polski Fiat 125p 1300 | 6415,7 | II/7        |
| 7       |                      |                       |                       |        |             |
| 8       | Paweł Stranz         | Mieczysław Spychalski | Polski Fiat 125p 1300 | 6833,2 | I/7         |
| 9       | Wiesław Mrówczyński  | Bronisław Czekała     | Polski Fiat 125p 1500 | 7029,2 | I/8         |
| 10      | Henryk Mandera       | Wojciech Ondraczek    | Wartburg 353          | 7082,6 | II/5-6      |